# Gaetano Belloni

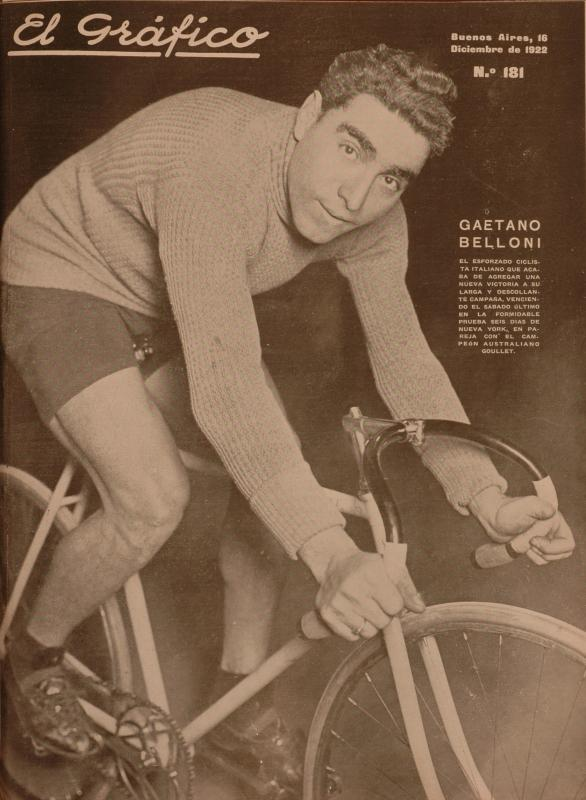
Gaetano Belloni (1922)

Gaetano Belloni (* 27. August 1892 in Pizzighettone; † 9. Januar 1980 in Mailand) war ein italienischer Radrennfahrer.

## Sportliche Laufbahn
Die Familie zog nach Mailand, wo Gaetano Belloni Lehrling in einer Textilfabrik wurde. Durch einen Arbeitsunfall verlor seinen Daumen und den Zeigefinger seiner rechten Hand an, was ihn von der Teilnahme als Soldat für den Ersten Weltkrieg ausschloss. Belloni begann auf sportlichem Gebiet zunächst mit griechisch-römischem Ringkampf, kam aber schon bald zum Radsport. Im Jahr 1912 debütierte er als Amateur. 1924 gewann er die Coppa del Re. Sein größter Erfolg war 1920 der Gewinn der Gesamtwertung des Giro d’Italia.
Belloni startete auch bei 28 Sechstagerennen, von denen er drei gewann: 1922 in New York City mit Alfred Goullet, 1929 in Chicago mit Reggie McNamara und 1930 in New York mit Gerard Debaets. 1932 trat er vom Radsport zurück, wurde Sportlicher Leiter verschiedener Mannschaften sowie Rennorganisator im Velodromo Maspes-Vigorelli in Mailand.

## Palmarès (Auswahl)
Belloni gewann zahlreiche Rennen, darunter
- Giro d’Italia: (12. Etappe, Gesamtsieg 1920)
- Mailand–Sanremo: (1917, 1920)
- Mailand-Turin: (1918)
- Giro di Lombardia: (1915, 1918, 1928)
- Giro della Provincia di Milano: (1917, 1920, 1921, 1922)
- Mailand-Modena: (1918, 1921, 1925)
- Großer Sachsenpreis (1926)
- Rund um die Hainleite (1926)
- Rund um Köln (1927)
- Rom–Neapel–Rom: (1929)
- Sechstagerennen New York: (1922, 1930)
- Sechstagerennen Chicago: (1929)

## Mannschaften
| - 1916 – Bianchi - 1917 – Bianchi - 1918 – Bianchi - 1919 – Bianchi - 1920 – Bianchi - 1921 – Bianchi-Dunlop | - 1922 – Bianchi - 1923 – Legnano - 1924 – Legnano - 1925 – Wolsit - 1926 – Opel-Pollack - 1926 – Wolsit | - 1927 – Opel-Pollack - 1928 – Wolsit - 1929 – Bianchi - 1930 – Bianchi - 1931 – Bianchi - 1932 – Olympia |